# Plesder
Plesder é uma comuna francesa na região administrativa da Bretanha, no departamento de Ille-et-Vilaine. Estende-se por uma área de 11,03 km². Em 2010 a comuna tinha 801 habitantes (densidade: 72,6 hab./km²).